# 映画とテレビ番組における近親相姦
映画とテレビ番組における近親相姦（えいがとテレビばんぐみにおけるきんしんそうかん）では、映画およびテレビドラマをはじめとするテレビ番組の題材として近親相姦を取り扱ったフィクション作品について述べる。歴史上または現実社会の近親姦について扱ったノンフィクション作品等については本項では述べない。
- 文学作品については、文学における近親相姦を参照。
- 音楽、漫画・アニメ、ゲーム等については、大衆文化における近親相姦を参照。
- 民話・神話については、民間伝承における近親相姦を参照。

## 映画

### 作品例
- 1969年のルチオ・フルチの映画『Beatrice Cenci』は父と娘の近親相姦が娘のフラッシュバックという形で描かれている。
- 1971年のルイ・マルの映画『好奇心 (映画) -Le Souffle au coeur』は、母と息子の近親相姦が初めて描かれた映画として知られる。[要出典]
- 1974年のロマン・ポランスキーの『チャイナタウン』では、父と娘の近親相姦が描かれる。
- アメリカのホラー映画『悪魔のいけにえ（英語版）』 (オリジナルシリーズ1974年–1994年、リメイクシリーズ2003年–2006年)と『クライモリ』 (2003年)は、近親交配によって生まれた悪役を特色としている。
- ミュージカル『ロッキー・ホラー・ショー』と映画『ロッキー・ホラー・ピクチャー・ショー』(1975年)では、リフ・ラフ(リチャード・オブライエン)とマジェンダ(パトリシア・クイン（英語版）)が性的関係を持つ兄妹であることが明らかになる。未完成の続編『リベンジ・オブ・ザ・オールド・クイーン』では、フランクン・フルター博士は、トランスセクシャル惑星(トランシルヴァニア銀河)の「オールド・クイーン」という自分の母親と近親相姦関係を持っていたことが暗示されている。彼女は後に自分の孫を誘惑することで亡くなる。
  - リチャード・オブライエンによる『ロッキー・ホラー・ショー』の続編は、フランクン・フルターとの冒険のあとブラッドとジャネットと出会う『ショック・トリートメント』と呼ばれるミュージカルである。この映画では、兄妹であるコズモ・マッキンリーとネイション・マッキンリーは、性的関係を持っていることが明確に示される。映画には、「Lullaby」の歌の間に2人のベッドルームのシーンが含まれている。 『ロッキー・ホラー・ショー』のように、リチャード・オブライエン and パトリシア・クイン（英語版）が演じている。
- 1979年のベルナルド・ベルトルッチの映画『ルナ (映画)』では、近親相姦が描かれる。
- 1981年のジョン・アーヴィングの映画『ホテル・ニューハンプシャー』では、ロブ・ロウが演じるジョンが姉妹に強い性欲を感じる描写がある。
- 1985年の『バック・トゥ・ザ・フューチャー』では、母がタイムトラベルで過去へ戻った息子に恋をするシーンに台湾からクレームが寄せられた。
- 1985年のフレディ・ムーラー監督のスイス映画『山の焚火』では、閉ざされた冬山の中で聾唖によって体の不自由な弟と教師志望だった優しい姉との近親相姦と妊娠が描かれる。
- 1985年のジョン・アーヴィングの小説『サイダーハウス・ルール』では、父娘の近親相姦と妊娠が描かれ、1999年には、ラッセ・ハルストレム監督で同名の映画が公開された。
- 1985年の日本映画『魔の刻（とき）』では、母と息子の母子相姦がテーマとなっている。
- 1980年代のポルノ映画『タブー』シリーズは、母息子間、兄妹間、父娘間を含む、近親相姦を専ら扱っている。
- ニコス・ニコライディス（英語版）監督のギリシャの映画『シンガポール・スリング（英語版）』(1990年)は、BDSMに関連した母と娘の近親性関係に関するものである。娘はまだ生きていたときに父親にレイプされている。
- 映画『ニューヨークの恋人』(2001年)では、スチュアート・ベッサー(リーヴ・シュレイバー)の元ガールフレンド、ケイト・マッケイ(メグ・ライアン)は、 スチュアートの先祖レオポルド(ヒュー・ジャックマン)と結婚しようとする。
- 映画『ヴァン・ヘルシング』(2004年)では、ドラキュラ伯爵(リチャード・ロクスバーグ) は若いジプシーの姫アナ・ヴァレリアス(ケイト・ベッキンセイル)に恋をするが、ドラキュラ伯爵はアナの先祖の一人である。
- パク・チャヌクによる韓国映画『オールド・ボーイ』(2003年) では、姉弟間の近親相姦と父娘間の近親相姦が描かれ、どちらも妊娠の可能性があることが示される。同じ監督の『イノセント・ガーデン』（2013年）の映画では、10代の女の子が長く離れていた叔父と性的な情熱を交わし合う。
- 映画『Dot. ドット』（2005年）は、父と娘の間の近親相姦関係が描かれる。
- 映画『ボラット 栄光ナル国家カザフスタンのためのアメリカ文化学習』(2006年)では、ボラット・サグディエフ（英語版） (サシャ・バロン・コーエン)は、近親相姦が日常的に行われるカザフスタンの村で人生を過ごす。
- 2009年の誉田哲也の小説『インビジブルレイン』では、父と娘の近親相姦と、その弟との確執が描かれ、2013年に『ストロベリーナイト』として映画化された。
- 2010年の映画『灼熱の魂』では、民族紛争・宗教紛争やテロリズムに翻弄され、知らずに近親相姦を犯したヒロインとその家族の過酷な人生が描かれる。
- 2021年の映画『ガール・イン・ザ・ベースメント』は、父と娘の間の近親相姦関係が描かれる。

## テレビ番組

### 作品例
- 1980年代のアメリカのメロドラマ『ダイナスティ』はファロン・キャリントン・コルビーとアダム・キャリントンは、お互いに惹かれ合いキスをしようとしたが、姉弟であることが判明し実現しなかった。ファロンはまた、彼女のいとこマイルズとジェフ・コルビーと結婚し離婚した。
- FOXのテレビドラマ『Dr.HOUSE』は、同じ症状を共有する二人の若い夫婦の患者を題材にした。彼らは兄妹であり、彼らは彼らの父親から半継承された遺伝性血管性浮腫の父系遺伝に苦しんでいることが明らかになった。10代スーパーモデルの「スキン・ディープ」は単に彼女が欲しいものを得るために、彼女の父親と近親相姦の関係を持つことを告白する。
- 『ザ・シンプソンズ』では、スプリングフィールドのライバルの町シェルビービルは、都市の創始者であるシェルビービル・マンハッタンによれば、「とても魅力的である」という理由で、男性がいとこと結婚できるようにするために特別に設立された。また、兄弟姉妹、いとこ、母と息子、あるいは父親と娘でもあるクレタス（英語版）と彼の妻ブランディン（英語版）との関係が描かれる。
- HBOの『ROME［ローマ］』では、オクタヴィアは、ピロートークの間に彼の秘密のいくつかを学ぶことを期待して、彼女の兄オクタヴィアヌスを誘惑する。また、オクタヴィアヌスは一度、彼の偉大な叔父であるユリウス・カエサルに不倫を訴えられている。
- 刑事ドラマ『CSI:科学捜査班』では、4倍の殺人事件である「血の雫」は、ティナ（アリソン・ラング）という名前の10代の女の子が、6歳の時から父親に性的虐待を受けたこと、そして妹ブレンダ（ダコタ・ファニング）が 実際に彼女の半妹/娘はそのような虐待から生まれたことが判明する。この少女ブレンダも、父/祖父から同じ性的虐待を受け、ティナに彼と家族全員を殺害させるよう促した。エピソード「テーブル・ステークス」では、若い裕福な夫婦、パトリックとアマンダ・ヘインズ（ショーン・クリスチャン（英語版）ショーン・キリスト教とエリザベス・ラッキー（英語版））は、兄弟と姉妹であることが近親相姦関係で発見されるが、彼らのお金のために多くの豊かな社会人を殺す試みで別名を名乗っている。シーズン2のエピソード「Got Murder？」は、父親のガールフレンドの殺人事件で疑わしい10代の少女、ノーラ・イーストン（エヴァン・レイチェル・ウッド）が、父親の恋人を殺害した犯人に疑われた他、彼女の父親に向かって性的誘惑をしていることが明らかになった。父親のガールフレンドに嫉妬したノーラは、彼女を階段から落として殺し、逮捕されるまえに父親と近親相姦の恋愛関係を築いた。ノーラは父親との赤子を必死に望んでいて、彼女の体は「想像妊娠」した。10代の少女、ジョディ・ブラッドリー（サラ・パクストン）は、父親のラスに性的虐待を受けていることが判明している。ジョディが義父のマイクの助けを借りようとしたとき、彼の父親はジョディを沈黙させるために彼女の義父を殺し、最終的に当局に逮捕される。
- CWの『ビッグバン★セオリー/ギークなボクらの恋愛法則』では、父親が彼の母親を放棄した後、ハワード・ウォロウィッツは母親との機能不全の関係を維持した。 シェルドンと彼の友人のいくつかは、未解決のオイディプスコンプレックスと比較されるような彼の母親とウォロウィッツの関係を嘲笑する。シーズン2では、「魔法のクッキー」を摂取することから石を投げつけられた後、ハワードは叔父の葬儀の際に叔父の車の後部座席で彼のいとこのジーニーによって同定を失ったことを告白する。
- FOXテレビドラマ『X-ファイル』は、本物のペンシルベニア州の町の家族が数世代にわたって近親性関係を追求し、結果として遺伝的奇形を起こしたエピソード「ホーム」を特集した。
- 『I, Claudius（英語版）』は、1976年のBBCテレビのロバート・グレーヴスのこの私、クラウディウス、Claudius the Godの改作である。その中には、カリグラと彼の妹 ユリア・ドルシッラの歴史的な近親相姦の関係を含め、カエサルらの凶悪な生活が詳しく描かれている。
- イギリスのソープオペラ『ブルックサイド（英語版）』は、90年代に2人の兄妹のキャラクター、ナットとジョージア・シンプソンの合意による近親相姦を特徴とする論説的なストーリーラインを描いた[1]。
- イギリスのテレビシリーズ『Midsomer Murders』のエピソードである「バジャー・ドリフトでの殺人」では、老婦人が兄妹の近親相姦関係を発見する。
- イギリスのテレビドラマ『ファミリー・アフェアーズ（英語版）』は、ギャビンとポーリー・アーノルドの合意の近親相姦関係にある兄妹のストーリーを特集した。
- イギリスのチャンネル4の『Coming Up（英語版）』シリーズでは、2005年7月7日のロンドン同時爆破事件中に社会的なタブーを破ることに夢中になっている女性が彼女の兄を誘惑している。
- 1993年の日本のテレビドラマ『高校教師』では、父から娘への近親姦（性的虐待）が描かれた。女子高校生の繭は実の父親からの性的虐待からの助けを求め、担任教師と恋に落ちる。
- 1994年の日本のテレビドラマ『禁断の果実』では、姉と弟の近親相姦が描かれた。
- 2002年の日本のテレビドラマ『空から降る一億の星』では、主人公の刑事と年の離れた妹とされていた男女が実は義理の兄妹で、妹が愛して肉体関係を持った男こそが妹の実兄であったことが明かされ、男の危険な面を知った妹が男を彼の拳銃で射殺した後、彼の残した手紙で真実を知り、最後には兄として育ててくれた刑事の前で拳銃自殺する。
- 2016年の日本のテレビドラマ『はじめまして、愛しています。』では、行為自体は描かれていないが、主人公宅に度々忍び込むようになった謎の少年が、父親に性的虐待された女性から生まれた子供という結末が描かれた。